# Nicolau Guanyabens i Giral
Nicolau Guanyabens i Giral o Giralt (Mataró, Maresme, 1826 - Palma, 1889) fou un compositor, metge i marí mercant català.

## Biografia
Va estudiar pel seu compte flauta, guitarra i composició a partir del peculiar mètode de Virués La Geneuphonia. Home molt polifacètic, estudià comerç i nàutica, exercí com a comerciant. Estudià també medicina, a Saragossa, i fou un dels més destacats introductors a Catalunya dels principis mèdics de l'homeopatia de Samuel Hahnemann. Les seves idees liberals el portaren a redactar nombrosos articles en defensa dels principis republicans i anticlericals.
El 12 de maig de 1859 va assolir la seva major fita estrenant al Gran Teatre del Liceu de Barcelona una òpera, Arnaldo di Erill. També va compondre quatre sarsueles, peces per a piano, cançons i obres corals i principalment es dedicà a la música religiosa. Estrenà una Missa a Mataró (1852) i també va escriure un Te Deum i un Stabat Mater.
El 1858 escrigué una Barcarola per a cant i piano que dedicà al pianista i compositor Jaume Biscarri i Bossom de Saga. Aquesta peça s'anà popularitzant com a cançó marinera, enriquint-se la lletra amb vocabulari dels pescadors mentre que la música se simplificava fins a la versió coneguda actualment com La calma de la mar, en un procés testimoniat per les versions populars recollies a Pineda de Mar els anys trenta. La versió actual ha estat cantada per Marina Rossell i per Maria Laffitte.